# Григорьев, Игорь Михайлович
Игорь Михайлович Григорьев (16 февраля 1934, Острогожск, Воронежская область — 7 июня 2020) — советский спортсмен-мотогонщик, бронзовый призёр чемпионата мира 1963 года в классе машин до 250 см³, многократный чемпион СССР. Мастер спорта СССР (1955). Заслуженный мастер спорта СССР.

## Биография

### Спортивная карьера

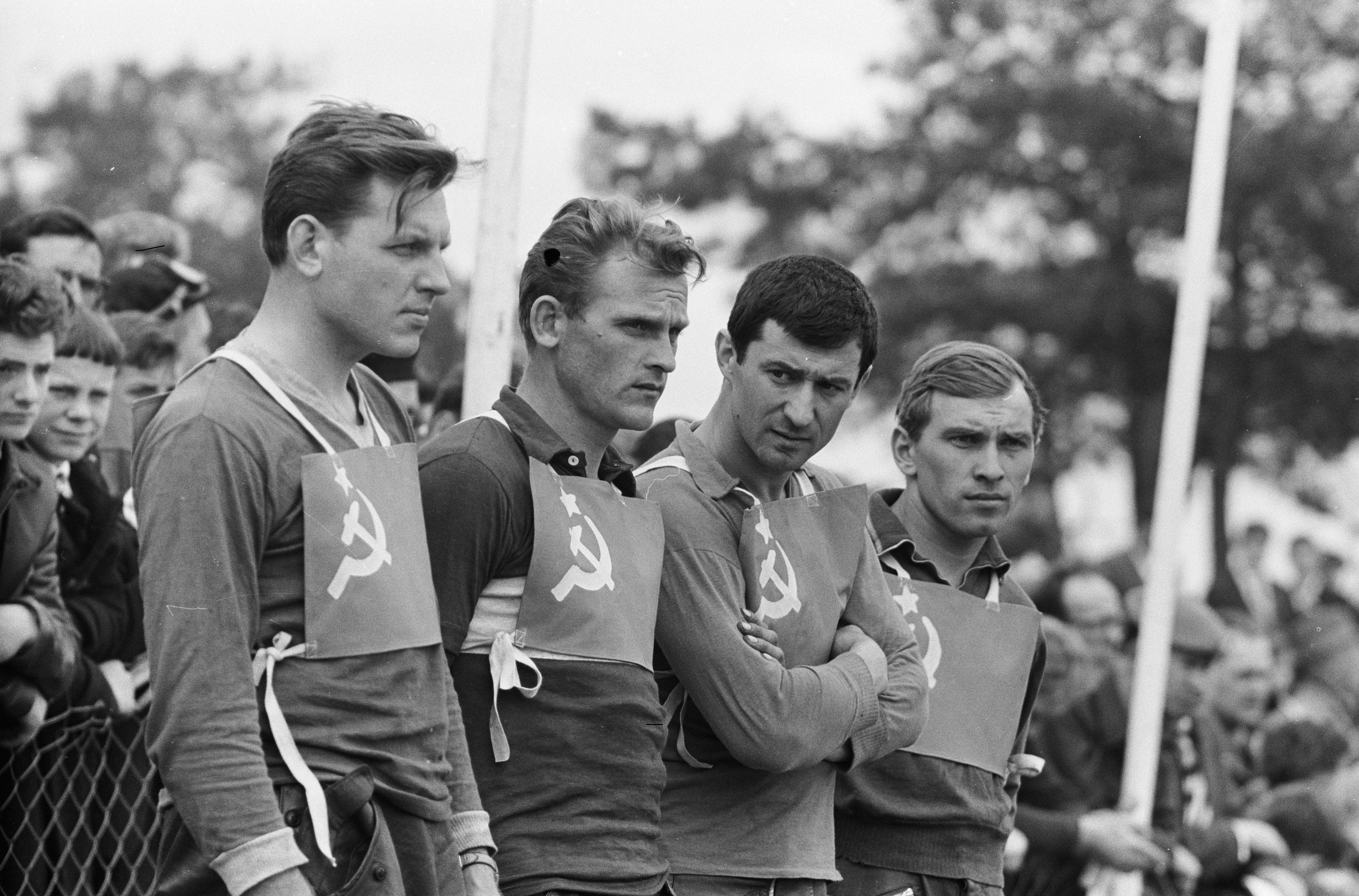
Reinis Rešetnieks, Sergei Kaduskin(?), Andrei Dezhinov and Igor Grigoriev

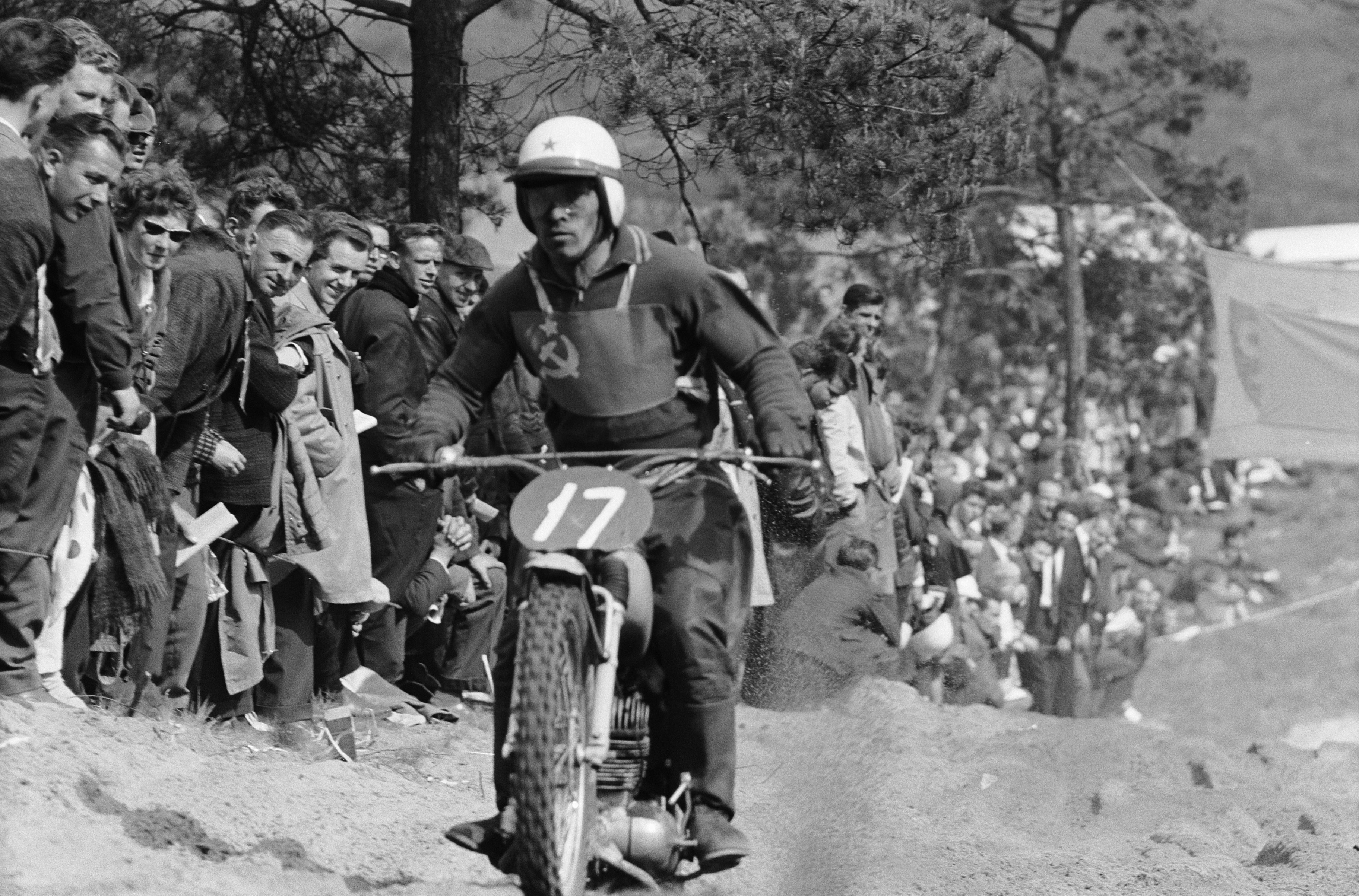
Игорь Григорьев, 1962 год

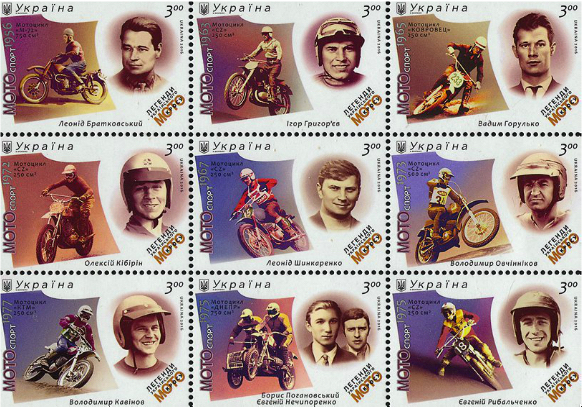
Марки «Легенды украинского мотокросса»

Первый советский спортсмен занявший подиум на Чемпионате мира по мотокроссу (1963 год).

## Спортивные достижения
- Бронзовый призёр чемпионата мира по мотокроссу в классе мотоциклов 250 см³ (1963);
- 8-кратный чемпион СССР по мотокроссу.